# Vrilletta nigra
Vrilletta nigra là một loài bọ cánh cứng thuộc họ Ptinidae.